# 埃布罗河畔米兰达
埃布罗河畔米兰达是西班牙卡斯蒂利亚-莱昂自治区布尔戈斯省的一座城市，埃布罗河穿城而过。

## 友好城市
- 法国维耶尔宗